# 农林街道
农林街道，是中华人民共和国广东省广州市越秀区下辖的一个乡镇级行政单位。

## 行政区划
农林街道下辖以下地区：
中山二路社区、马棚岗社区、执信南社区、竹丝岗社区、竹丝二马路社区、新南路社区、农林上路社区、东园新村社区、三育路社区和东风东路社区。